# Arya Igami
Arya Igami Tarhani (japanisch タルハニ 存哉; * 24. Februar 2003 in der Präfektur Tokio) ist ein japanischer Fußballspieler.

## Karriere
Arya Igami erlernte das Fußballspielen in der Jugend des japanischen Erstligisten Kashiwa Reysol sowie in den spanischen Jugendmannschaften von Espanyol Barcelona, UE Cornellà und CF Badalona. Seinen ersten Profivertrag unterschrieb er am 1. Januar 2024 bei Albirex Niigata (Singapur). Der Verein, ein Ableger des japanischen Erstligisten Albirex Niigata, spielt in der ersten singapurischen Liga, der Singapore Premier League. Sein Erstligadebüt gab er am 12. Mai 2024 (1. Spieltag) im Auswärtsspiel gegen die Tampines Rovers. Bei der 3:1-Niederlage stand er in der Startelf und spielte die kompletten 90 Minuten.